# Amanda Aizpuriete
Amanda Aizpuriete (ur. 28 marca 1956 w Jurmale, zm. w październiku 2023) – łotewska poetka, pisarka i tłumaczka. Za swoją twórczość otrzymała wiele nagród krajowych i zagranicznych, a jej wiersze zostały przetłumaczone na ponad 14 języków.

## Życiorys
Amanda Aizpuriete urodziła się 28 marca 1956 r. w Jurmale. Studiowała filologię i filozofię na Uniwersytecie Łotewskim w Rydze oraz w Instytucie Literackim imienia A.M. Gorkiego w Moskwie. Pracowała jako konsultant w redakcji magazynu „Avots”, współpracowała z magazynami „Karogs” i „Vides Vēstis”.
Publikuje poezję od 1976 r., przetłumaczyła wiersze Anny Achmatowej, Iosifa Brodskiego, Uwe Kolbego, Georga Trakla, a także prozę Franza Kafki, Virginii Woolf, Kena Keyes'a i innych. Wierze Aizpuriete zostały przetłumaczone w ponad 14 językach, m.in.: niemieckim, szwedzkim, fińskim, tureckim i rosyjskim, a jej powieść Nakts peldētāja została przetłumaczona na język litewski. Od 1986 r. jest członkiem Łotewskiego Związku Pisarzy.
Wydała w Niemczech trzy tomy poezji: Die Untiefen des Verrats (1993), Lass mir das Meer (1996) i Babylonischer Kiez (2000). W 1999 r. otrzymała Horst-Bienek-Preis für Lyrik przyznawaną przez Bawarską Akademię Sztuk Pięknych. W 2000 r. była jednym z trzech autorów reprezentujących Łotwę w międzynarodowym projekcie „Ekspres Literacki”. Wzięło w nim 107 pisarzy z 43 państw. W 2000 r. otrzymała nagrodę Dni Poezji za tom Bābeles nomalē. W 2003 r. otrzymała Literacką Nagrodę Roku za tłumaczenie poezji A. Achmatowej. W 2013 r. otrzymała nagrodę im. Ojārsa Vācietisa za tom Turp. W 2022 roku została laureatką Nagrody Vilenica.
W 2011 r. Amanda Aizpuriete, po próbie samobójczej, przyznała w wywiadzie, że próbowała kilka razy odebrać sobie życie, pierwszy raz w latach 70. Poetka miała poczucie bezsilności z powodu problemów ze znalezieniem pracy i śmierci mężczyzn, których kochała.

## Wybrane działa

### Poezja
- Nāks dārzā māte, 1980
- Kāpu iela, 1986
- Nākamais autobuss, 1990
- Pēdējā vasara, 1995
- Bābeles nomalē, 1999
- Vēstuļu vējš, 2004
- ledusskapja šūpuļdziesma, 2011
- Šonakt biju zaļš putns, 2011
- Turp, 2013

### Proza
- Nakts peldētāja, 2000

### Tłumaczenia
- Anna Achmatowa, Baltie gājputni, 1983
- Ken Kesey, Kāds pārlaidās pār dzeguzes ligzdu, 1997
- John Updike, Īstvikas raganas, 1998
- Franz Kafka, Process, 1999
- Virginia Woolf, Orlando, 1999
- Uwe Kolbe, Bezmiega sastāvdaļas, 2000
- Anna Achmatowa, Melnais gredzens, 2003
- George Trakl, Sebastiāns sapnī, 2006
- Iosifs Brodski, Dzejas izlase, 2009
- Nikołaj Gumilow, Dzeja, 2016